# Sashana Campbell
Sashana Carolyn Campbell (* 2. März 1991 in Kingston, Jamaika) ist eine jamaikanische Fußballspielerin, die bei Maccabi Kishronot Hadera unter Vertrag steht.

## Karriere

### Verein
Campbell spielte in den Vereinigten Staaten Fußball am College. Zunächst besuchte sie das Darton State College in Albany, Georgia. Dort war sie mit 36 Toren und 18 Vorlagen beste Torschützin. Danach spielte sie an der University of West Florida für die Argonauts, mit denen sie den Titel in ihrer Division gewann. Nach dem College spielte sie für die jamaikanischen Vereine Reno, Christiana und Los Perfectos, bevor sie ab 2015 zwei Jahre für UMF Grindavík in Island spielte. Seit 2017 steht sie in Israel bei Maccabi Kishronot Hadera unter Vertrag.

### Nationalmannschaft
Campbell gab ihr Debüt für die jamaikanische Fußballnationalmannschaft der Frauen beim CONCACAF Women’s Gold Cup 2014, der Qualifikation zur Fußball-Weltmeisterschaft der Frauen 2015. Nach einer längeren Pause steht sie seit 2018 wieder im Kader für die Nationalelf. Bei der Fußball-Weltmeisterschaft der Frauen 2019 in Frankreich stand sie im jamaikanischen Aufgebot.